# Wienzeilenhäuser von Otto Wagner

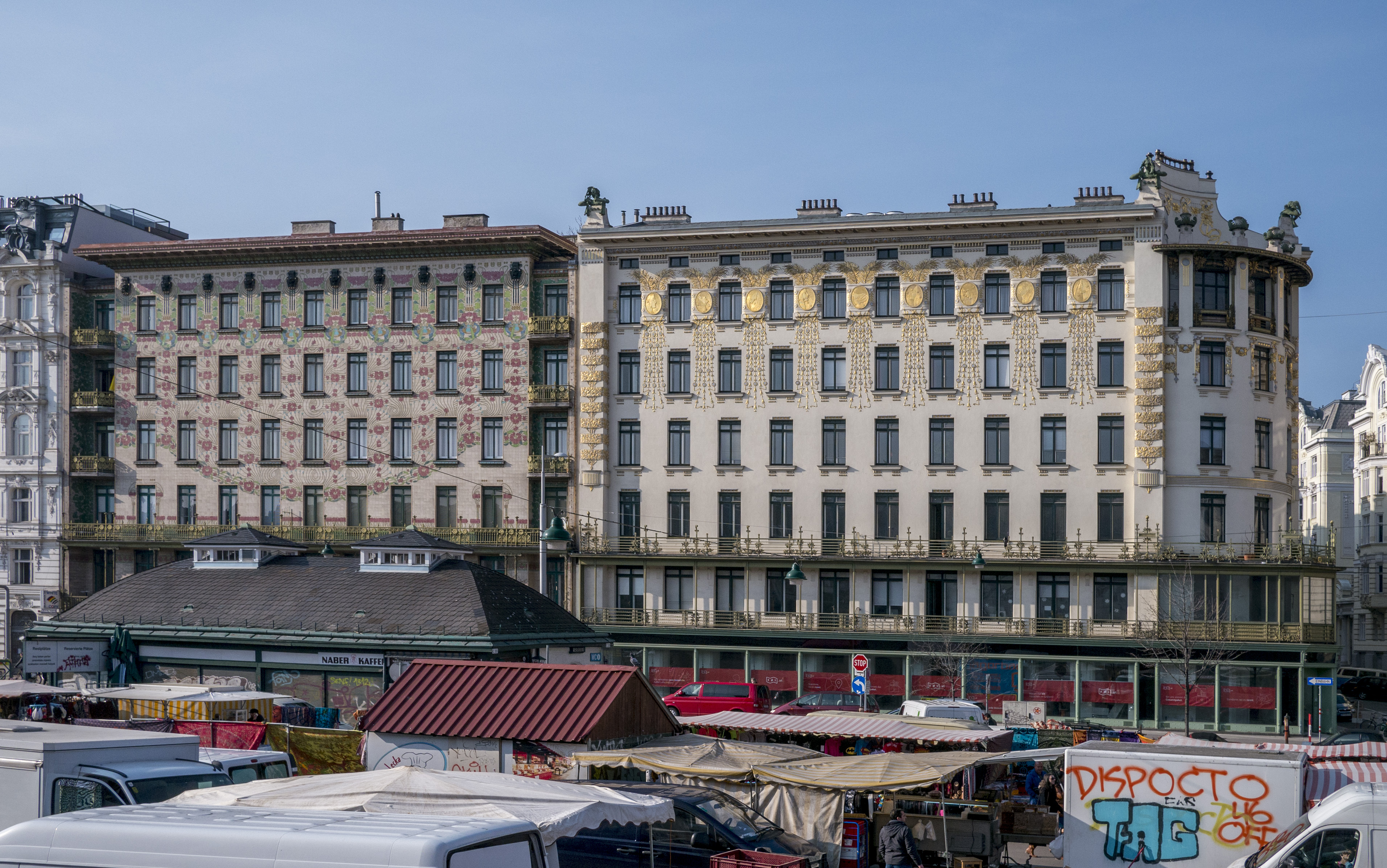
Das Majolikahaus und das Haus Linke Wienzeile 38

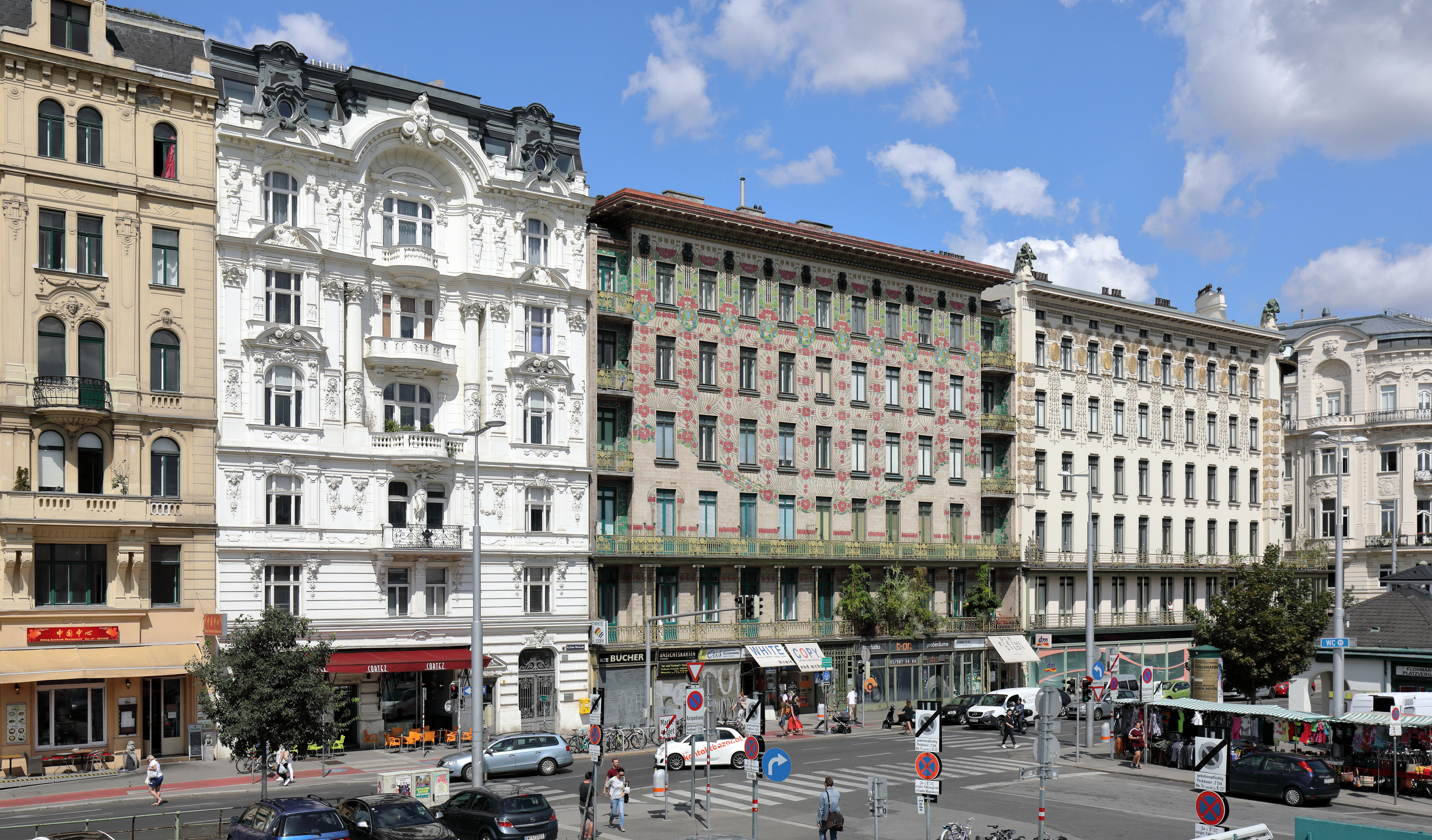
Linke Wienzeile, Höhe Kettenbrücke mit dem „Majolikahaus“ im Bildzentrum

Die Wienzeilenhäuser von Otto Wagner sind ein Ensemble dreier Wohnhäuser, die in den Jahren 1898 bis 1899 errichtet wurden. Sie befinden sich an der Linken Wienzeile im Bereich des Naschmarktes im 6. Wiener Gemeindebezirk Mariahilf.
Die von Otto Wagner gestalteten Häuser sind ein wichtiges Beispiel für Wiener Jugendstilarchitektur um die Jahrhundertwende. Gerade eben war der Wienfluss reguliert worden und Wagner hatte die Vision, die Wienzeile zwischen dem Karlsplatz und Schönbrunn zu einem Prachtboulevard umzugestalten. Wie bei den meisten späteren Projekten trat Wagner hier selbst auch als Bauherr auf, sodass er als Architekt seinen eigenen künstlerischen Ideen folgen konnte.
Die Häuser gelten in Wagners Werk als entscheidender Bruch mit dem Historismus, der sich in seinen Häusern am Rennweg schon angekündigt hatte. Statt der historistischen Ornamente ist alles betont flächig gehalten.

## Linke Wienzeile 40 (Majolikahaus)
Das so genannte Majolikahaus in der Linken Wienzeile 40 wurde 1898 errichtet. Die Fassade ist mit Majolikafliesen der Firma Wienerberger verkleidet, die mit floralen Motiven geschmückt sind. Diese Fliesen sind witterungsbeständig, pflegeleicht und abwaschbar – für Otto Wagner war Hygiene ein wichtiger Bestandteil von Modernität. Der Entwurf für die sich über die gesamte Breite der Fassade erstreckende bunte Blumenornamentik stammt von seinem Schüler Alois Ludwig. Sehenswert ist auch das Stiegenhaus mit einem aufwändig gestalteten Aufzugsgitter. Das Haus gehörte bis zum Anschluss Österreichs Wilhelm Frankl und seiner Frau, die danach im Ghetto Theresienstadt inhaftiert waren. Im Zuge der Arisierung ging das Haus an die Großschlächter Wöber und von denen 1958 an das Erzbistum Wien.

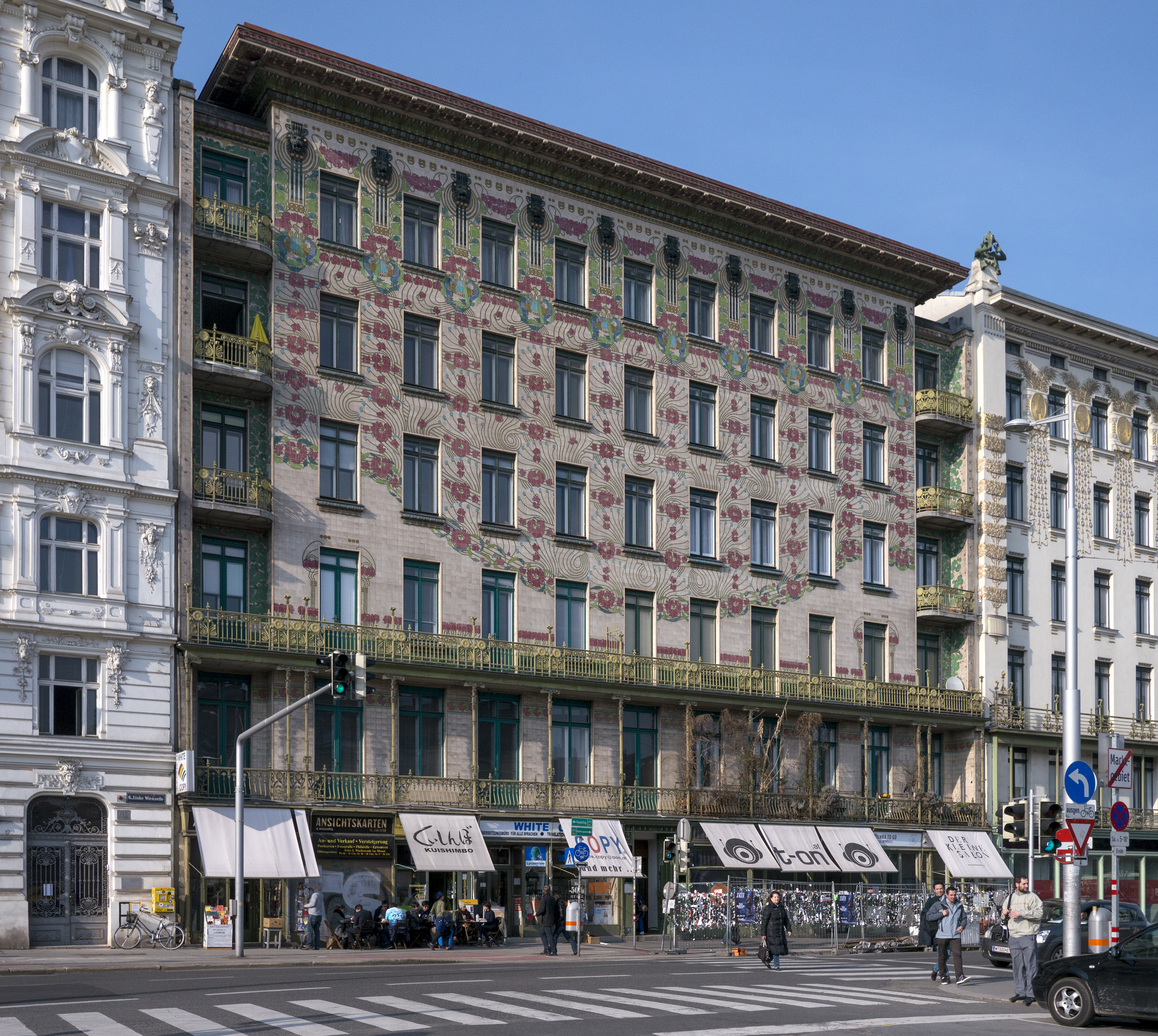
Majolikahaus in der Linken Wienzeile 40
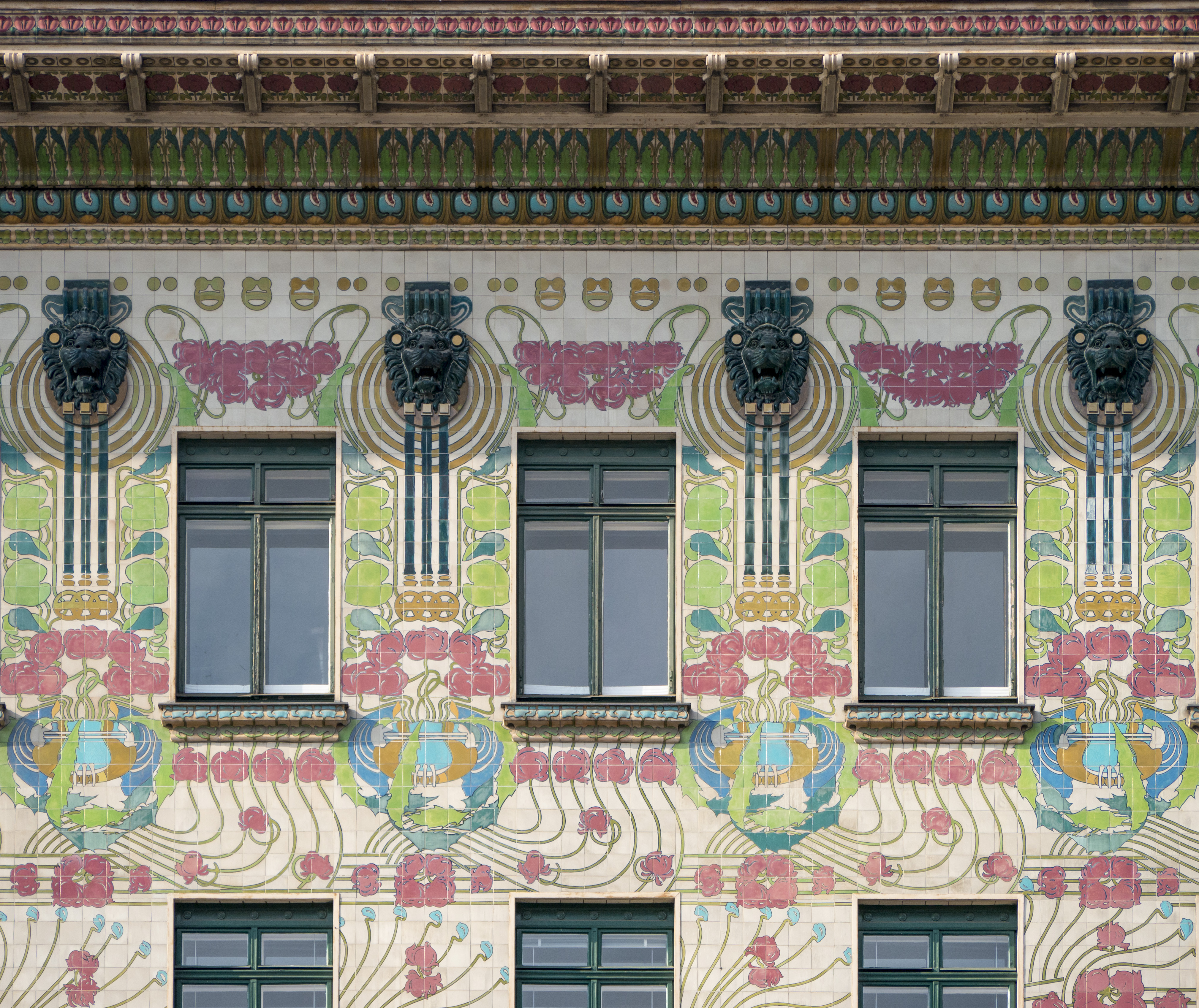
Dachsims und Fliesen
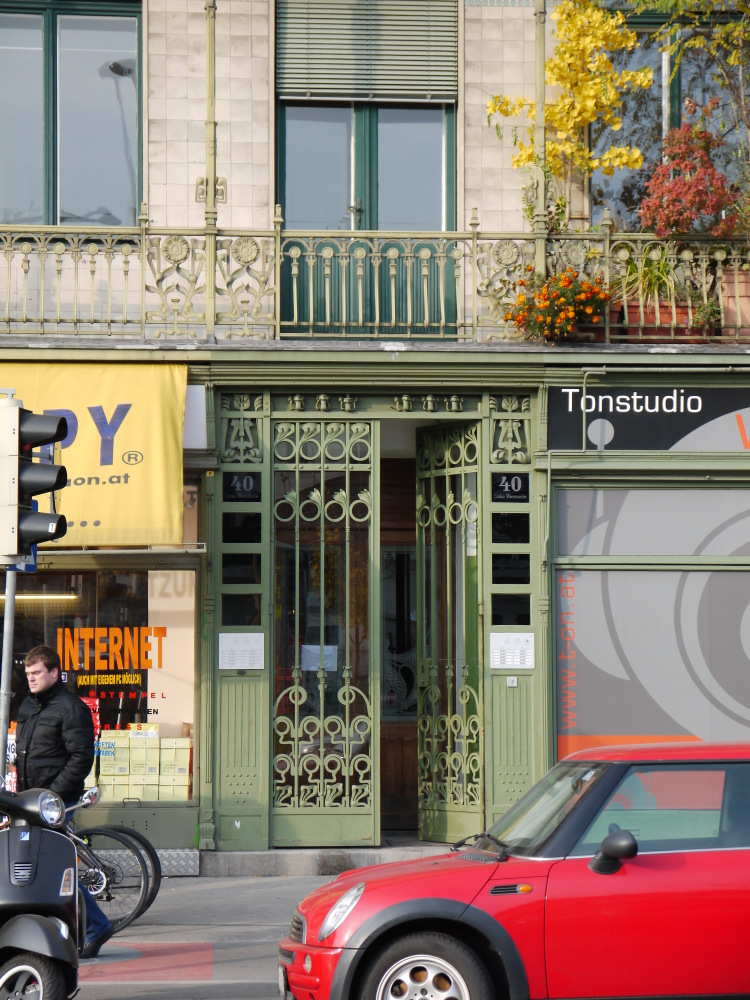
Eingangstür
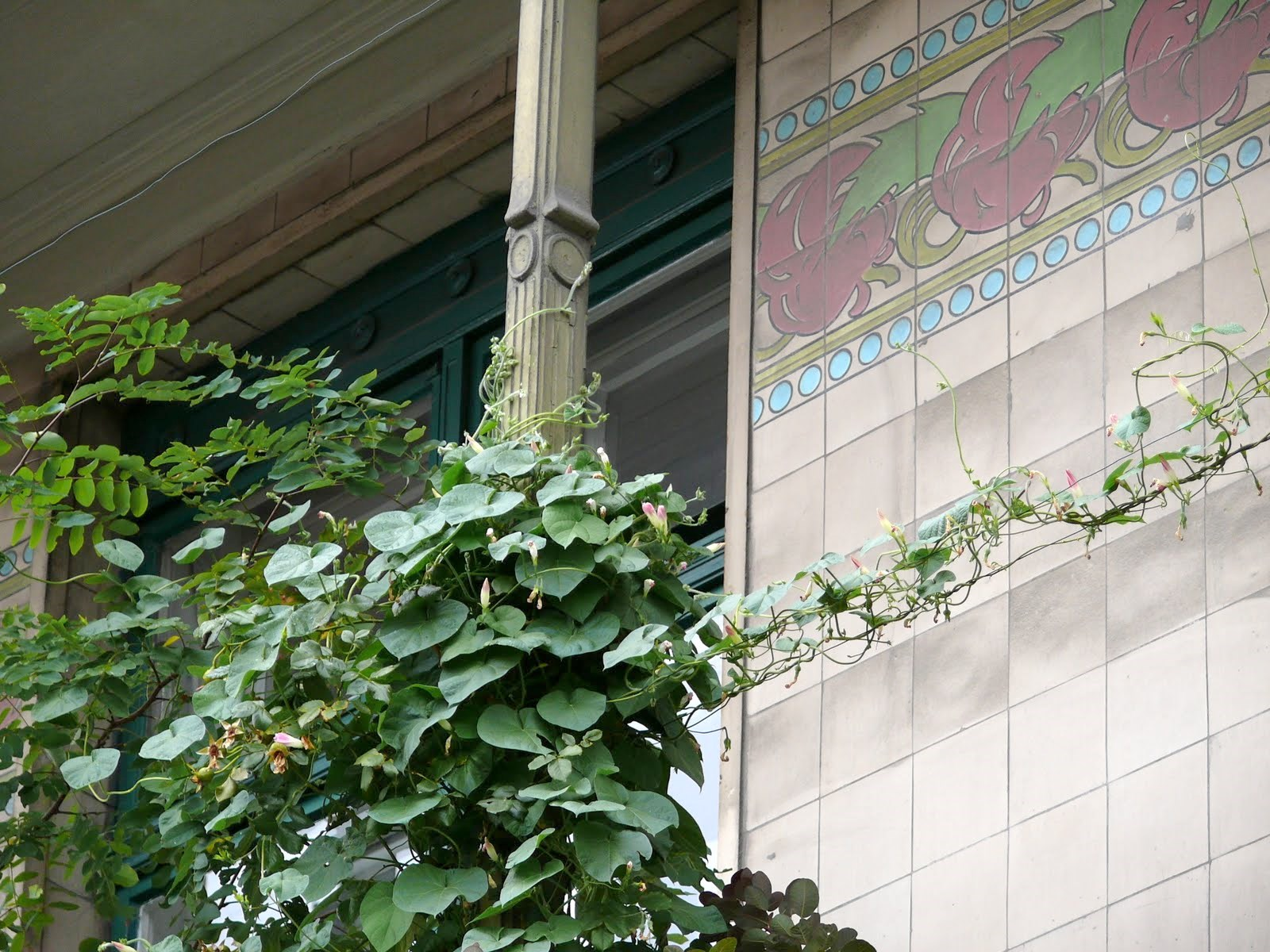
Detail des Balkons
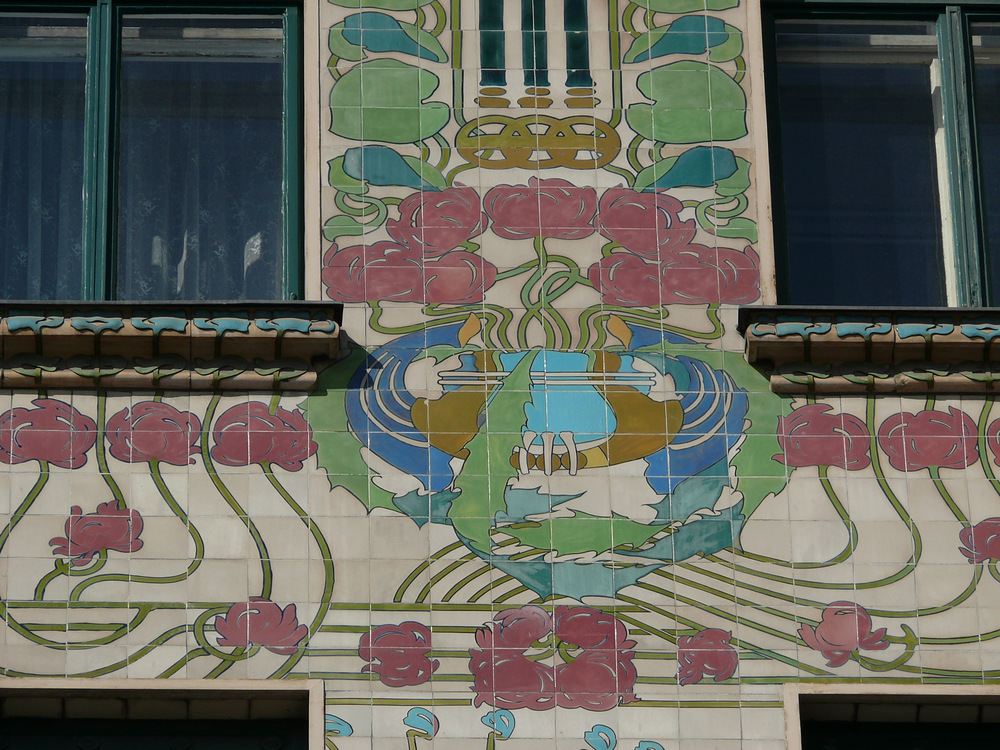
Detail der Fliesen
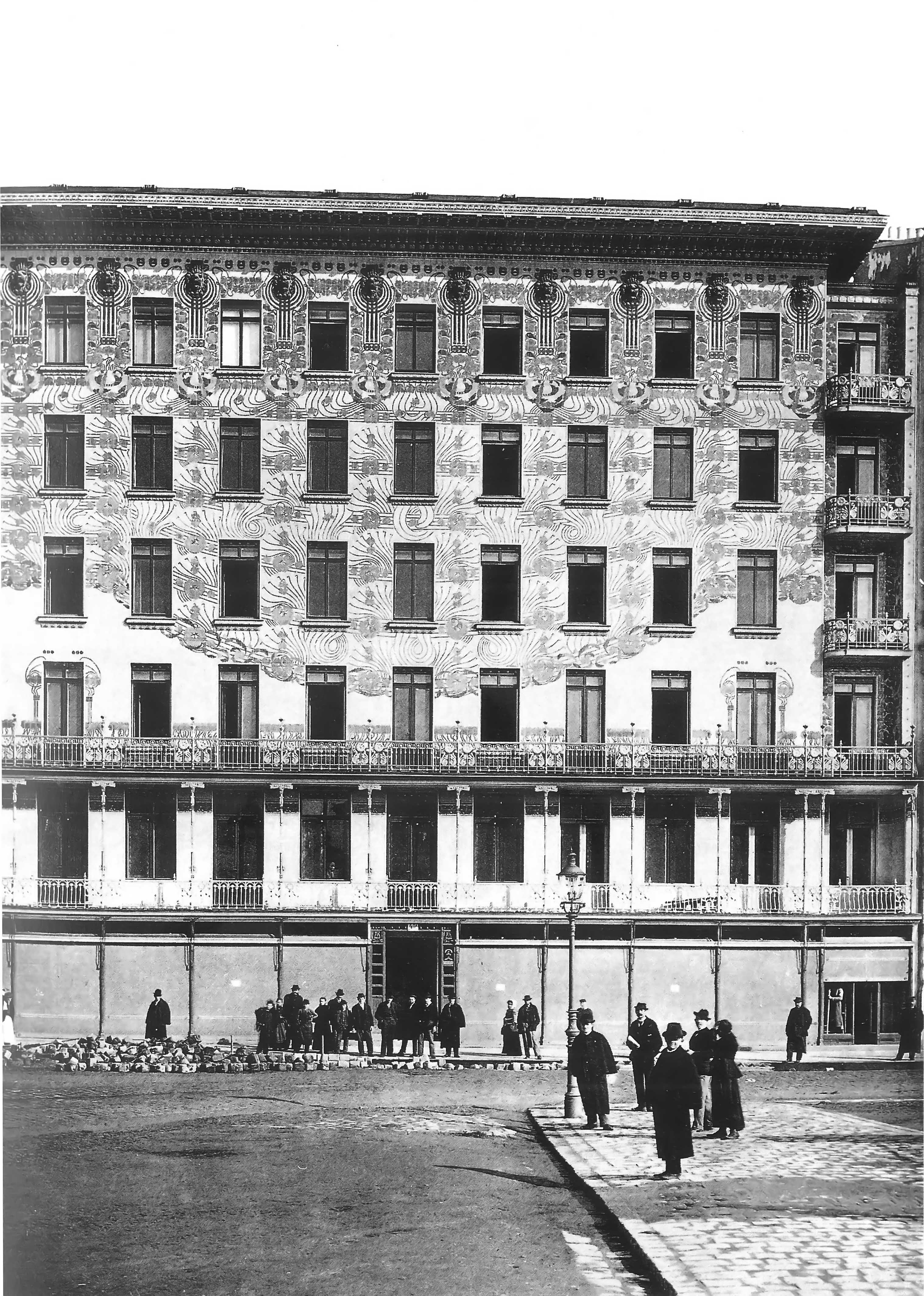
Das Majolikahaus um 1899
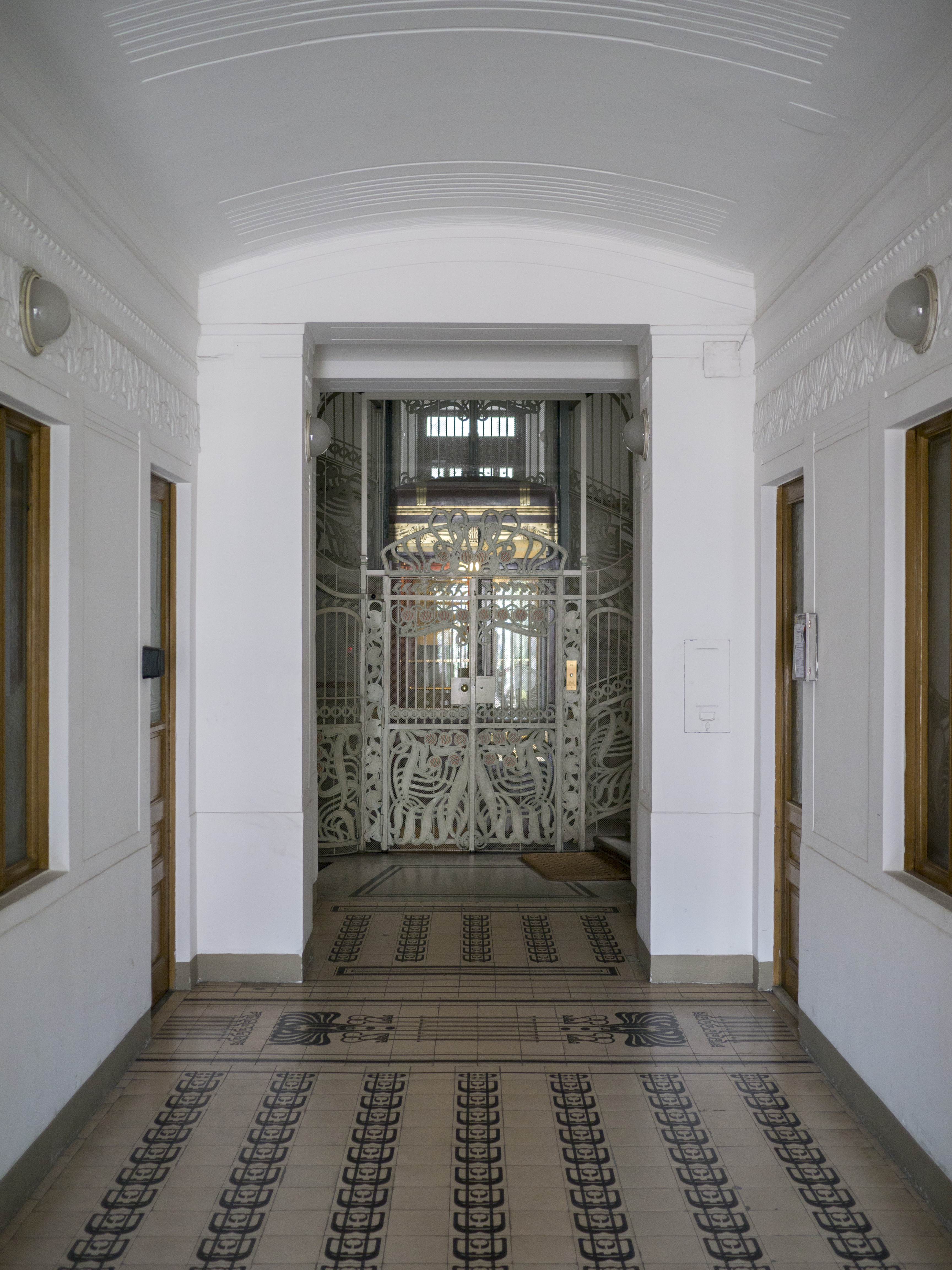
Eingangsbereich und Fahrstuhl

## Linke Wienzeile 38
Das ebenfalls 1898 errichtete Haus in der Linken Wienzeile 38 ist bekannt für seine spektakuläre Ecklösung, die in Form eines Viertelkreises ausgeführt ist. Das Haus ist weiß verputzt und mit goldenen Ornamenten von Koloman Moser belegt. Die auf dem Dach thronende Skulptur der Ruferinnen stammt von Othmar Schimkowitz, der einige Jahre später für Wagners Kirche am Steinhof die Engelsfiguren schuf. Auch in diesem Haus befindet sich eine mit Jugendstilornamenten verzierte Liftanlage. Es ist das Geburtshaus des Wiener Malers und Surrealisten Wolfgang Paalen, dessen Vater Gustav Robert Paalen im Jahre 1903 mit seiner Familie eine Wohnung im 1. Stockwerk bezog.
Das Haus befindet sich seit 1914 im Privatbesitz der Familie Kohn, die es damals vom Presseclub Concordia erwarb und sich auch heute noch um seine Erhaltung kümmert. Ursprünglich hatte Otto Wagner für den Bereich der unteren Geschoße ein Kaffeehaus vorgesehen. Während des NS-Regimes wurde das Gebäude „arisiert“, zu dieser Zeit befand sich im Erdgeschoß ein Vegetarisches Speisehaus. 1947 wurde das Haus dem aus dem südamerikanischen Exil zurückgekehrten Ehepaar Kohn rückerstattet. Die Fassade wurde zuletzt von 2000 bis 2003 restauriert, das Bundesdenkmalamt beteiligte sich mit 10 % an den Kosten.

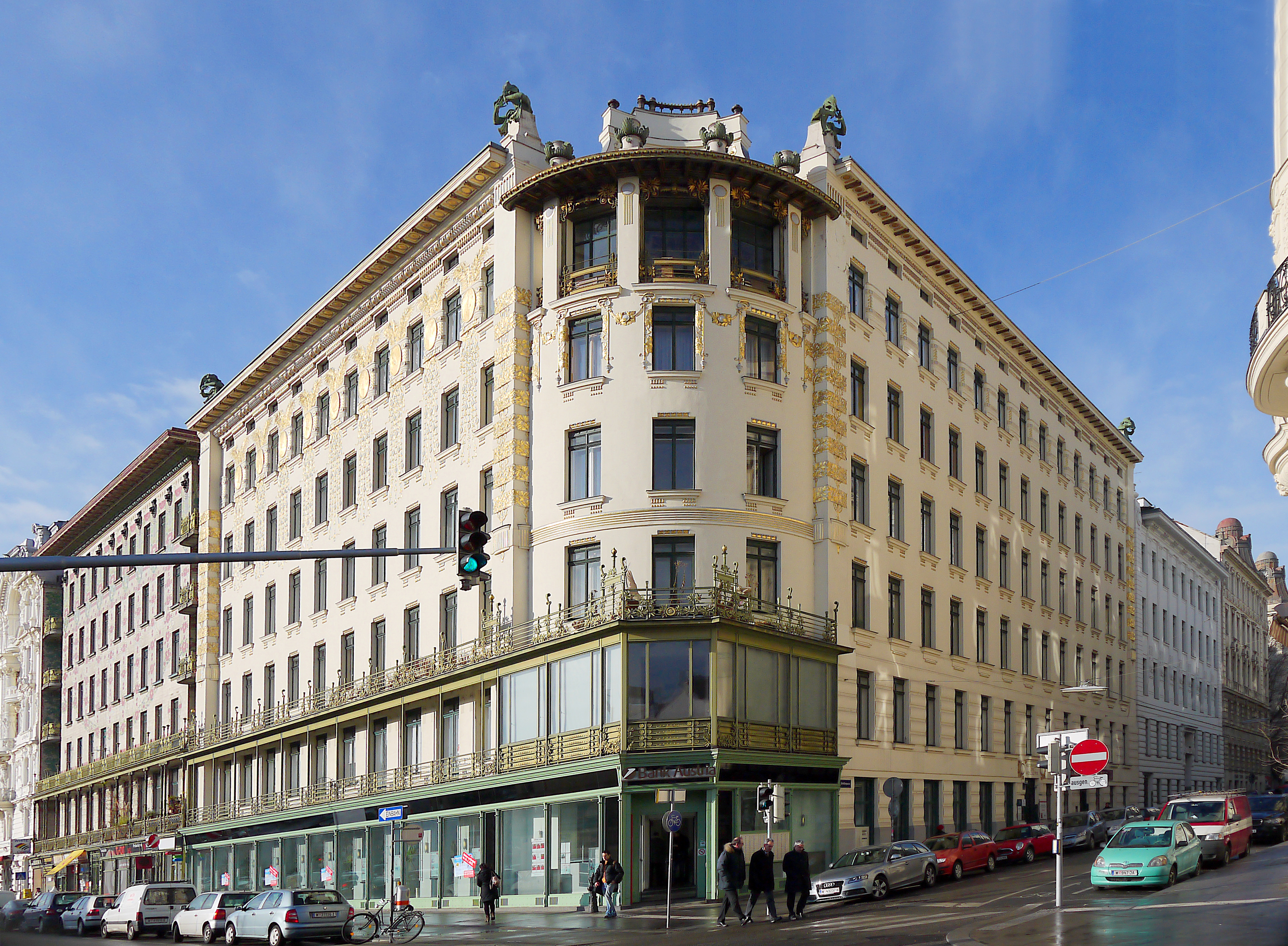
Linke Wienzeile 38
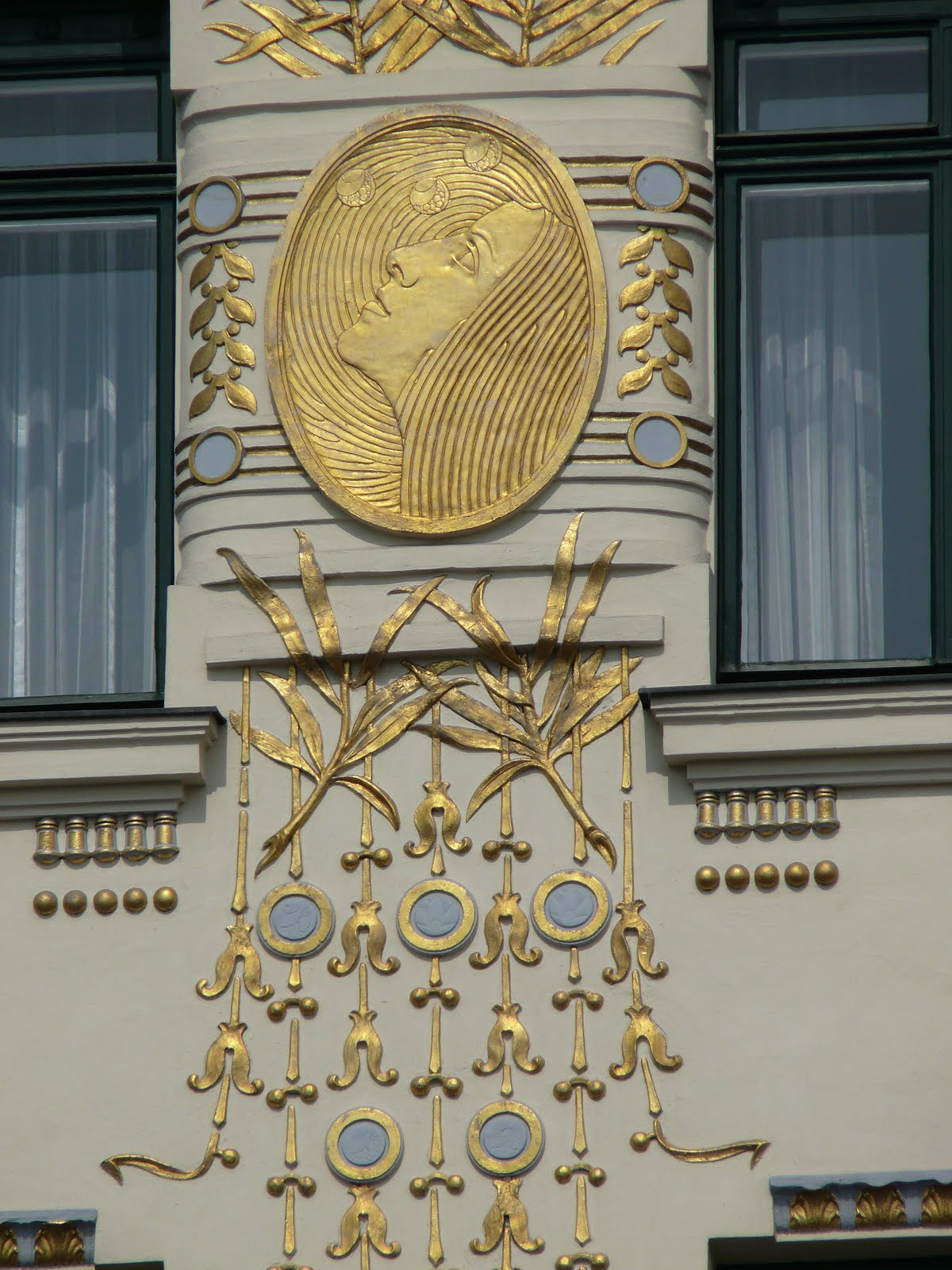
Dekoration von Koloman Moser
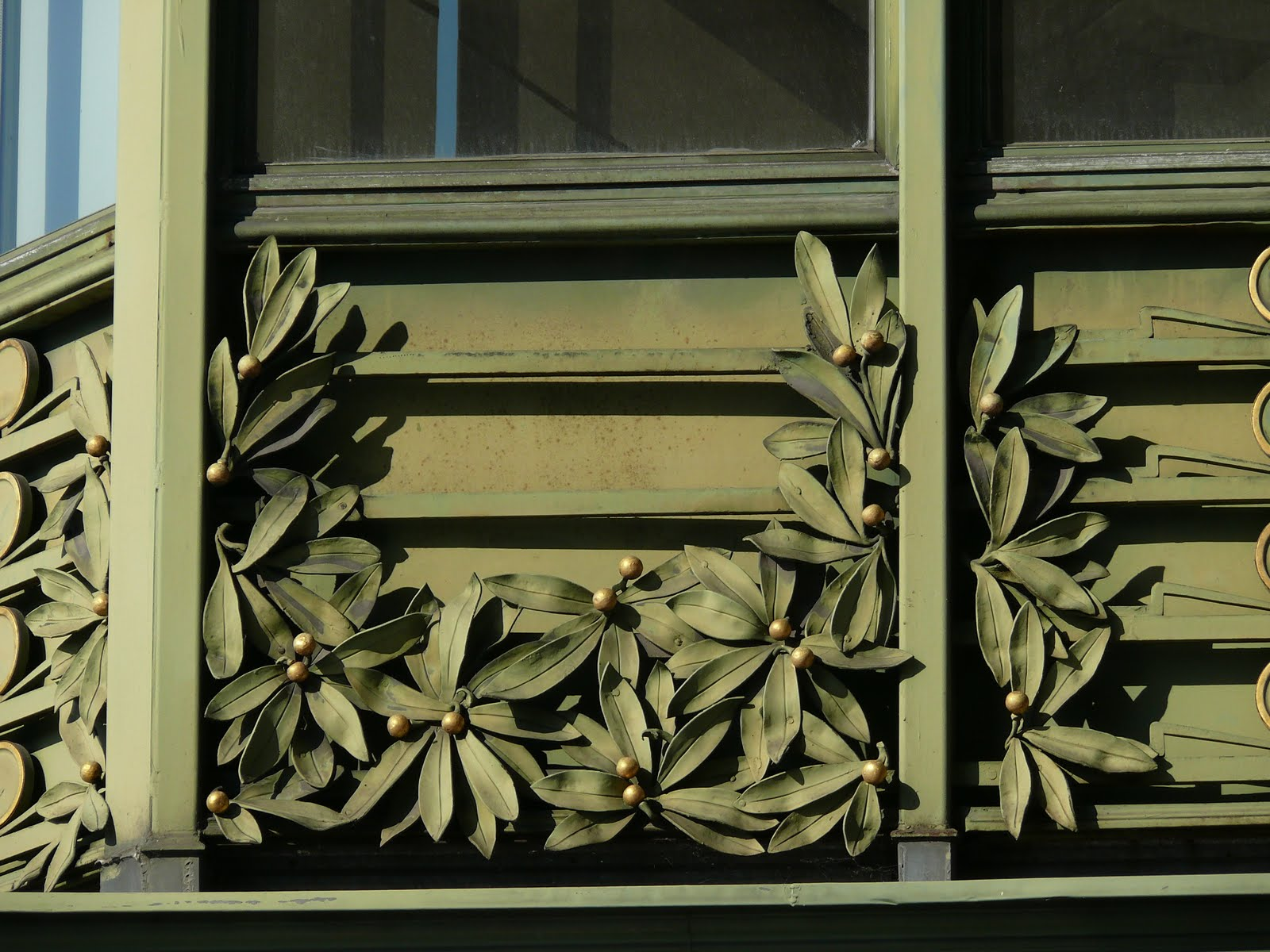
Blattwerk
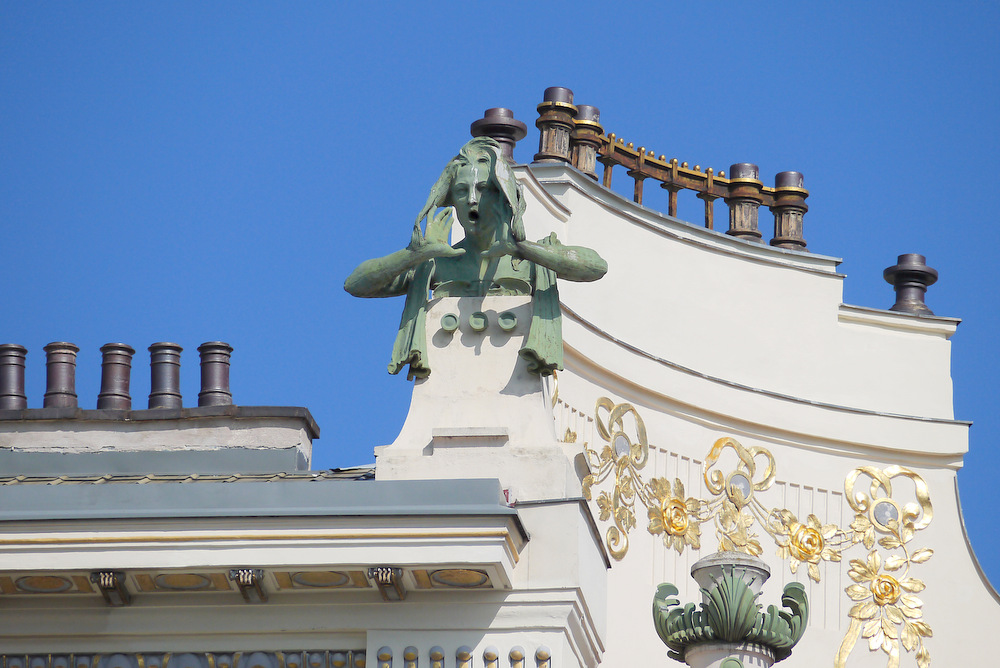
Florale Ornamente und die Ruferin von Othmar Schimkowitz
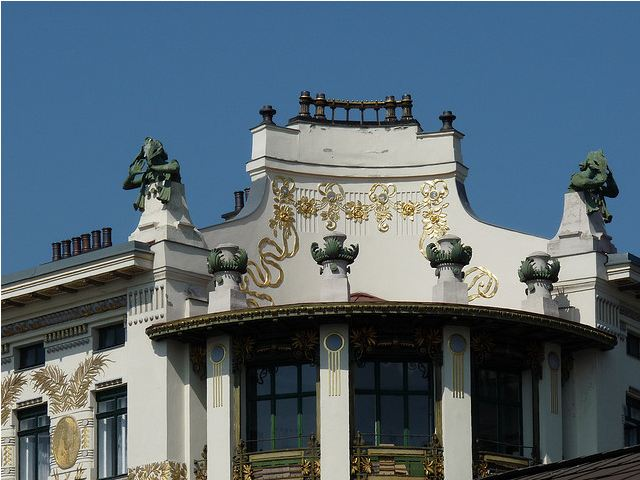
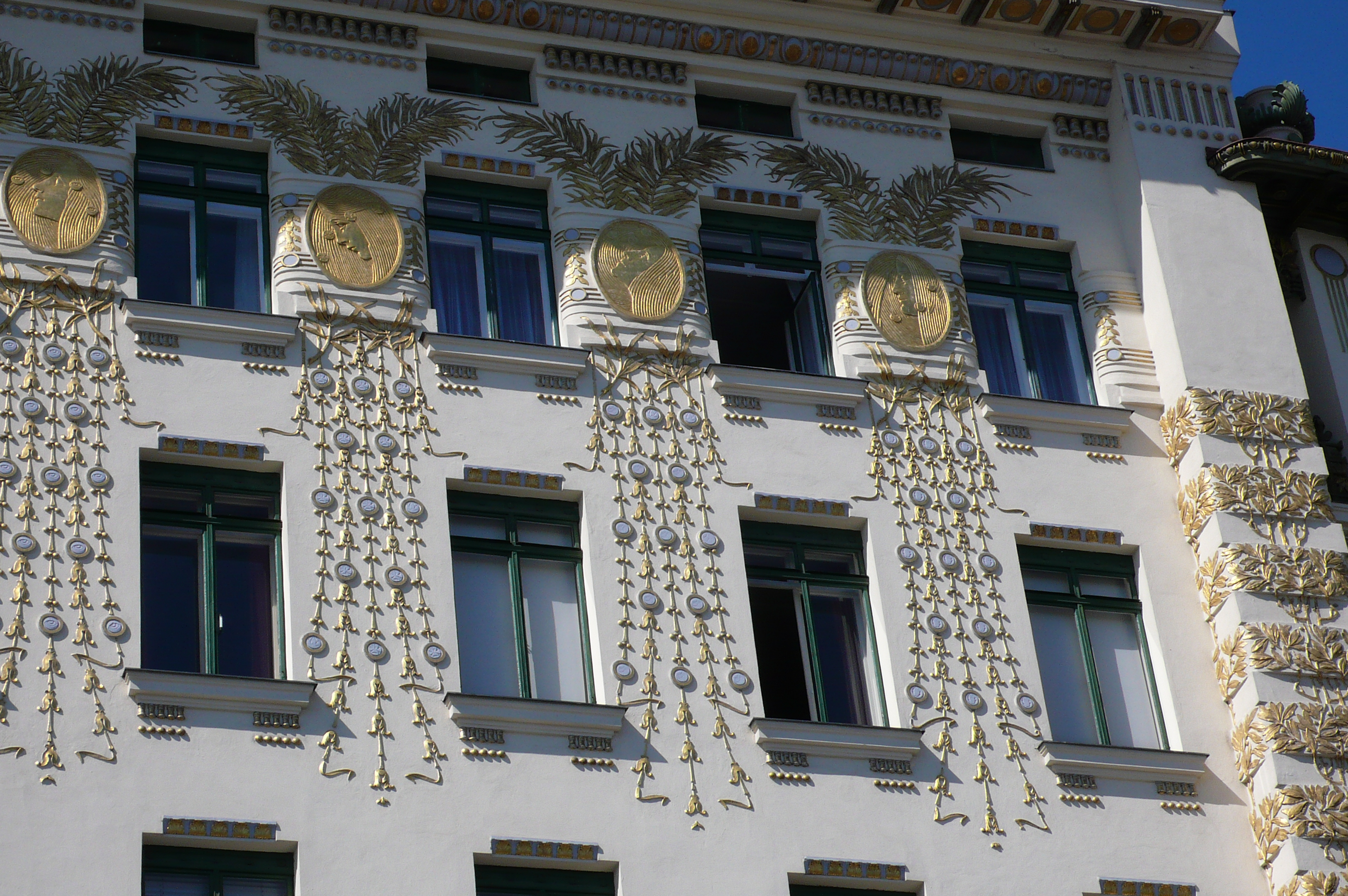
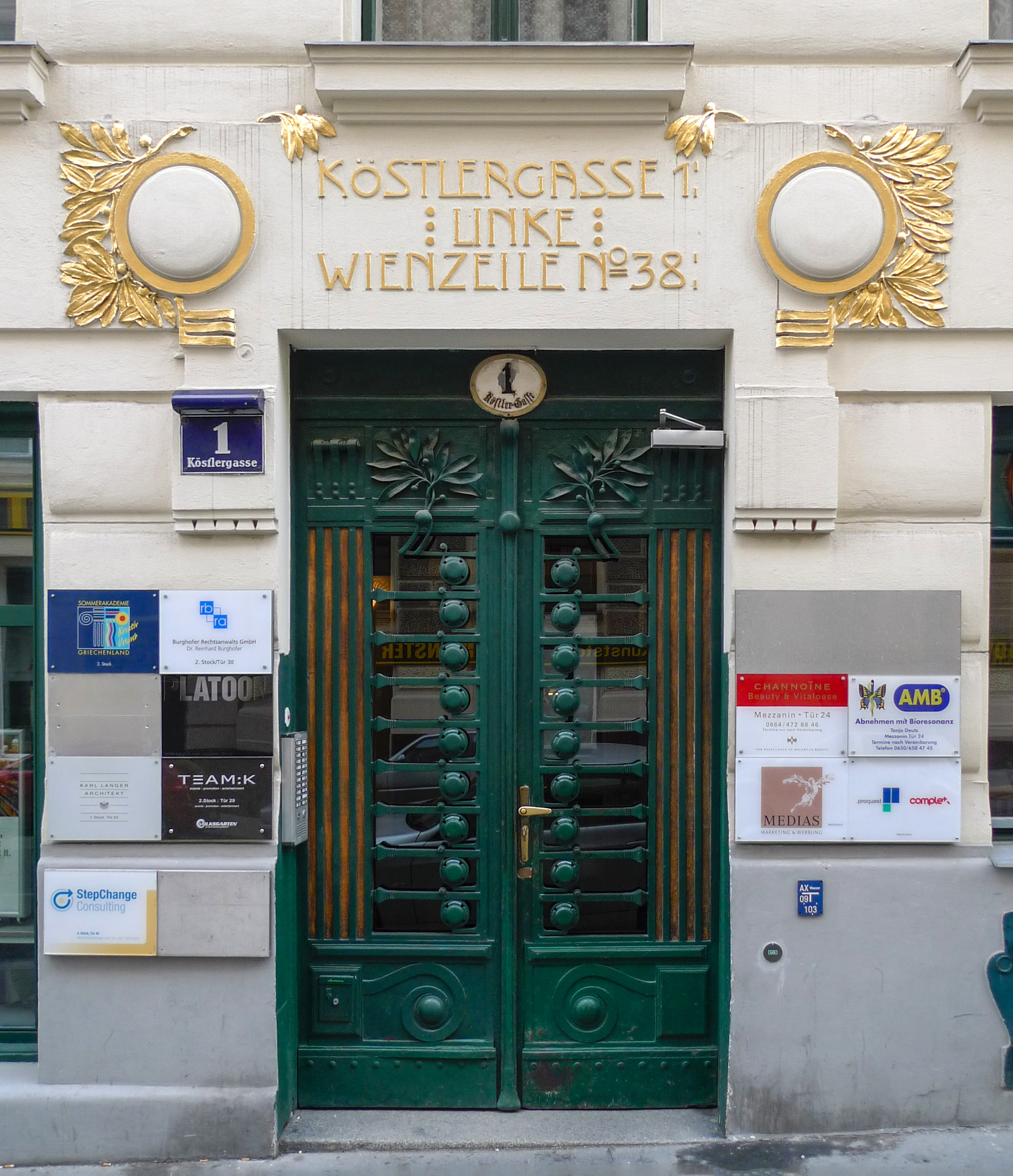
Seiteneingang von Jože Plečnik
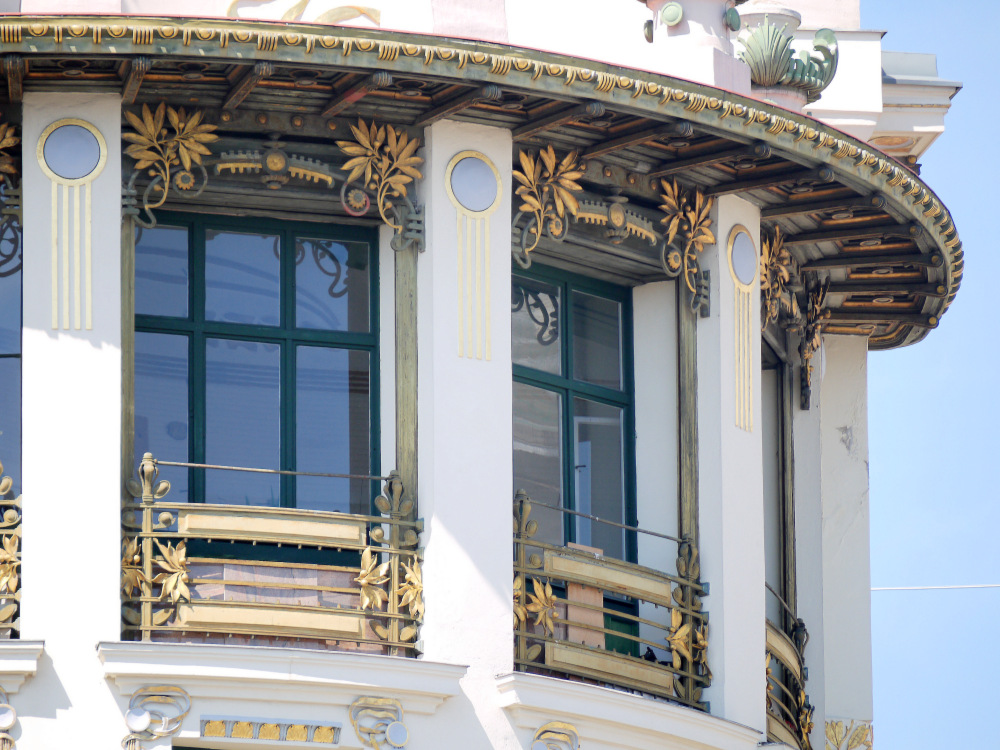

## Köstlergasse 3

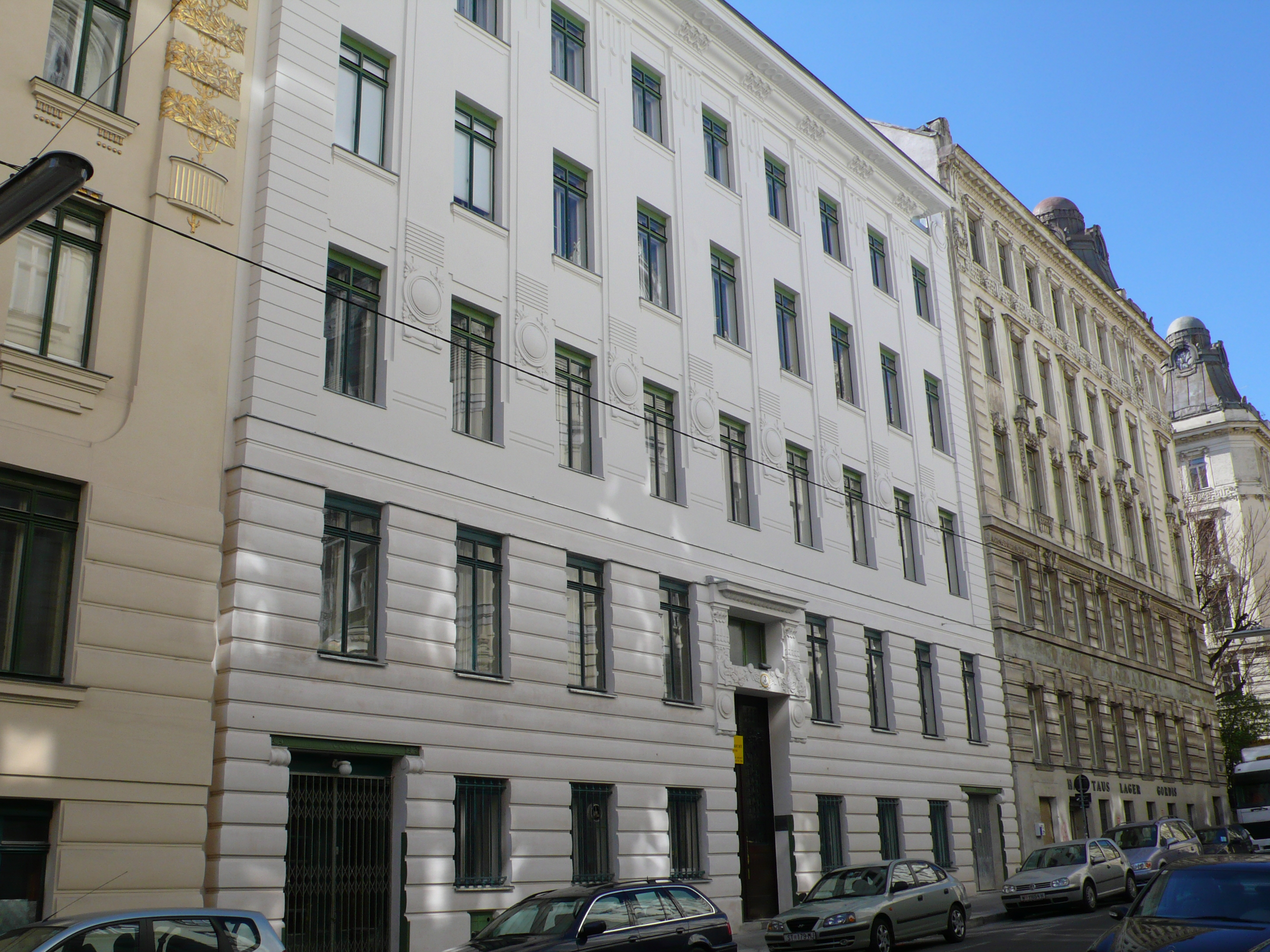
Köstlergasse 3

Das Haus in der Köstlergasse 3, das an das Eckhaus in der Wienzeile 38 angrenzt, wurde als letztes der drei Häuser 1899 errichtet. Es ist das schlichteste dieses Häuserensembles und wurde von Wagner zeitweise selbst bewohnt. Hier befand sich auch seine heute verschollene gläserne Badewanne.